# Flavio Tosi
Flavio Tosi (ur. 18 czerwca 1969 w Weronie) – włoski polityk i samorządowiec, burmistrz Werony (2007–2017), deputowany do Parlamentu Europejskiego VIII i X kadencji, deputowany krajowy.

## Życiorys
Po ukończeniu szkoły średniej i szkoleń zawodowych pracował jako programista. W 1994 został radnym Werony, w 2000 i 2005 był wybierany do rady regionu Wenecja Euganejska, a w 2004 do rady prowincji Werona. W latach 2005–2007 w rządzie regionalnym pełnił funkcję asesora do spraw zdrowia. W 2007 wygrał wybory na urząd burmistrza Werony, w kolejnych wyborach z powodzeniem ubiegał się o reelekcję. Urząd ten sprawował do 2017.
W 2009 po wieloletnim procesie w różnych instancjach został prawomocnie skazany na karę 2 miesięcy pozbawienia wolności z warunkowym zawieszeniem jej wykonania za podżeganie do nienawiści rasowej, wynikające z podjętej w 2001 akcji zbierania podpisów przeciwko obozowisku Romów w Weronie.
W 2014 z listy LN uzyskał mandat europosła, zrezygnował z niego kilka dni po rozpoczęciu VIII kadencji, zaś w 2015 został wykluczony z szeregów Ligi Północnej (założył wówczas nowe ugrupowanie pod nazwą Fare!). Związał się później z Forza Italia, w 2022 z ramienia tej partii został wybrany w skład Izby Deputowanych XIX kadencji. W 2024 uzyskał mandat posła do Europarlamentu X kadencji, gdy Antonio Tajani zrezygnował z jego objęcia.